# Taxithelium dimorphophyllum
Taxithelium dimorphophyllum là một loài rêu trong họ Sematophyllaceae. Loài này được Dixon & Herzog mô tả khoa học đầu tiên năm 1926.